# Neoplan N 4021

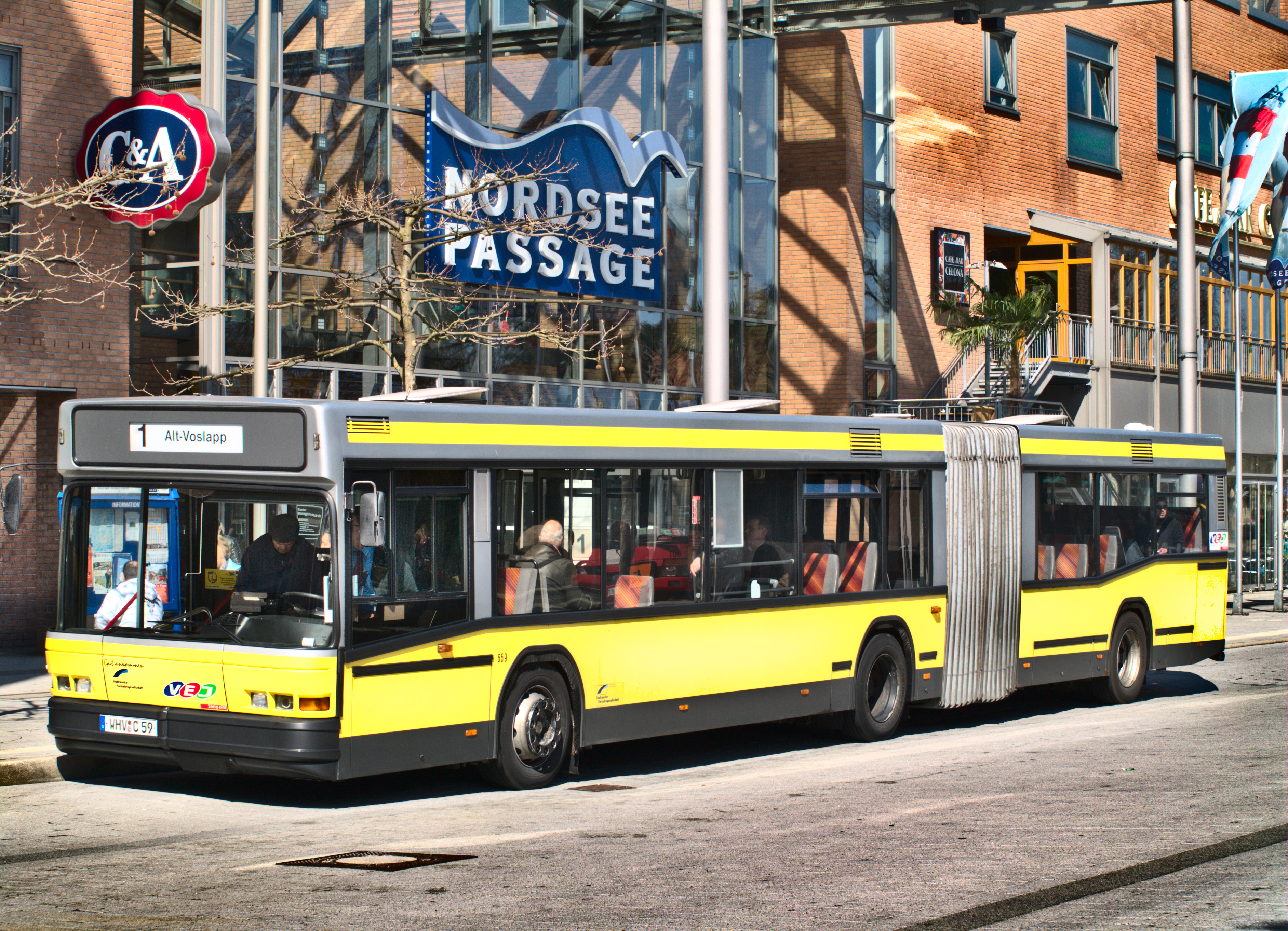
Ein N 4018 mit verkürztem Nachläufer in Wilhelmshaven

Der Neoplan N 4021 ist ein Gelenkbus-Modell der N40-Serie des deutschen Omnibus-Herstellers Gottlob Auwärter GmbH & Co. KG für den Stadtverkehr mit Antrieb auf die Hinterachse (Schubgelenkbus). 

## Geschichte
Bereits 1987 stellte Auwärter zwei Prototypen des Niederflur-Gelenkbusses als Neoplan N 421 SG II / 3N vor, die bei der Münchner Verkehrsgesellschaft (MVG) eingesetzt wurden. Im Jahr 1989 beschafften die Kölner Verkehrs-Betriebe (KVB) die ersten fünf Niederflur-Gelenkbusse vom Typ N421 SGIII. Dieser Typ bestand aus einem niederflurigen Vorderteil und einem hochflurigen Heckteil. Danach wurde er als N 4021 bezeichnet und trat die Nachfolge des Neoplan N 421 an. Die erste größere Serie mit 35 Fahrzeugen ging im Jahr 1988 an die Bremer Straßenbahn AG (BSAG). Die Einstiegsbereiche an den Türen 1 und 2 waren komplett stufenlos, hinter dem Gelenk, also bei Tür 3 (und Tür 4 falls vorhanden), waren sie mit einer Stufe versehen, alle Sitze waren auf Podesten angeordnet. Bereits 1989/90 baute Neoplan seine Niederflurbusse ohne Podeste zwischen Tür 1 und Tür 2, so dass hier die Sitze auf Fußbodenniveau waren. In diesem Bereich wurden die Seitenfenster größer, die untere Fensterkante entsprechend herunter gezogen. Ab 1992/93 bekamen die Niederflurbusse von Neoplan eine andere Frontmaske. Ab 1997 waren beim N 4021 die seitlichen Fensterkanten komplett bis zum Heck heruntergezogen, der dritte Türbereich war nun auch stufenlos. Speziell für die Stadtwerke Wilhelmshaven wurde eine Version mit verkürztem Nachläufer als N 4018 gebaut. Der N 4021 wurde auch unter Lizenz von Neoplan Polska für den osteuropäischen Markt gebaut.

## Ausstattung
Der N 4021 verfügt über einen niederflurigen Ein- und Ausstieg an der vorderen und der mittleren Tür, weshalb er auch als Niederflur-Gelenkbus bezeichnet wird. Eine elektrisch betriebene Rollstuhlrampe an der vorderen Tür machte diesen Bus behindertengerecht. Im Bereich der mittleren Tür gibt es einen Stellplatz für einen Rollstuhl oder zwei Kinderwagen. Optional konnten Kunden neben einem Dieselmotor auch einen Erdgasmotor ordern, dann lautete die Bezeichnung N 4021 CNG.

## Einsatz
Der N 4021 war bei verschiedenen deutschen Verkehrsunternehmen im Einsatz. Die KVB verfügte über 10 Fahrzeuge dieses Typs. Danach wurden diese Fahrzeuge hauptsächlich noch in Osteuropa verkauft. 1999 wurde die Produktion des N 4021 eingestellt, es folgte der weiterentwickelte Typ Neoplan N 4421.
Es gab ihn in verschiedenen Ausführungen, u. a. mit der Front des Neoplan N 416.